# Олтрона ди Сан Мамете
Олтро̀на ди Сан Мамѐте (на италиански: Oltrona di San Mamette; на ломбардски: Ultrona, Ултрона) е село и община в Северна Италия, провинция Комо, регион Ломбардия. Разположено е на 370 m надморска височина. Населението на общината е 2408 души (към 2017 г.).